# Anchusa arvensis subsp. orientalis
Anchusa arvensis subsp. orientalis é uma subespécie de planta com flor pertencente à família Boraginaceae. 
A autoridade científica da subespécie é (L.) Nordh., tendo sido publicada em Norsk Flora 526. 1940.

## Portugal
Trata-se de uma subespécie presente no território português, nomeadamente em Portugal Continental.
Em termos de naturalidade é introduzida na região atrás indicada.

## Protecção
Não se encontra protegida por legislação portuguesa ou da Comunidade Europeia.